# 大蔵省による一般会計予算の語呂合わせ

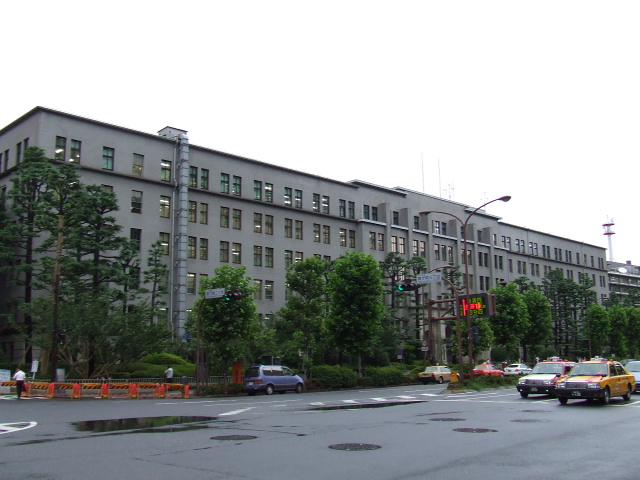
例年、記者会見場にて語呂合わせが発表されていた大蔵省庁舎

大蔵省による一般会計予算の語呂合わせ（おおくらしょうによるいっぱんかいけいよさんのごろあわせ）では、日本の大蔵省により予算が作成された一般会計予算の語呂合わせに関して記述する。

## 概要
一時期の日本では、新年度の一般会計予算の大蔵省原案が発表される際、大蔵省職員らの手により、予算額に対応した語呂合わせを製作していた。語呂合わせの発表は大蔵省主計局の幹部あるいは大蔵大臣によって、マスコミを通じて行われた。この語呂合わせは1996年度の予算まで行われ、毎年の恒例行事となっていた。
語呂合わせが発表されると、新聞や雑誌などにおいても、予算を皮肉ったオリジナルの語呂合わせが掲載された。その際、大蔵省の語呂合わせは「自画自賛」などと批判された。

## 一覧
各年度の語呂合わせの内容は下表の通りである。なお、原則として語呂合わせ発表日は予算の大蔵原案発表日と同一であるが、政府案発表日に語呂合わせを発表した年もある（表の※印）。
| 予算年度 | 語呂合わせ発表日 | 語呂合わせ金額     | 語呂合わせ                                          | 出典        | 関係者コメント等 |
| -------- | ---------------- | ------------------ | --------------------------------------------------- | ----------- | --- |
| 1959年度 |                  | 1兆4192億900万円   | 1兆よい国                                           | [ 4 ] [ 5 ] | |
| 1960年度 | 1960年1月13日※   | 1兆5696億7900万円  | 日ごろ苦労なし                                      | [ 6 ]       | |
| 1961年度 | 1961年1月5日     | 1兆9373億9700万円  | いくさなし予算                                      | [ 7 ]       | 水田蔵相「戦なしとは縁起が良い。平和な健全予算だから、ぜひこのワクはくずしたくないね」                                                                                           |
| 1962年度 | 1961年12月19日※  | 2兆4268億100万円   | 富士に緑波                                          | [ 8 ]       | |
| 1963年度 | 1962年12月22日   | 2兆8558億800万円   | 日本はいいや                                        | [ 9 ]       | |
| 1964年度 | 1963年12月29日※  | 3兆2554億3800万円  | みんなにいい予算や                                  | [ 10 ]      | 大蔵省原案では3兆2667億3800万円だったが、この時は語呂合わせが決まらず、政府案で金額が変更されたときに発表された。 田中蔵相「来年はオリンピックの年だし、"ミニコイヨ"ともいえる」 |
| 1965年度 | 1964年12月19日   | 3兆6580億8000万円  | 365日晴れ晴れ                                       | [ 12 ]      | 田中蔵相「縁起が良い」 |
| 1966年度 | 1966年1月6日     | 4兆3142億7000万円  | 予算でいい世になれ                                  | [ 13 ]      | 橋本官房長官「景気回復にもってこいの額」 |
| 1967年度 | 1967年2月20日    | 4兆9509億1000万円  | 良くこれでくいとめた                                | [ 14 ]      | |
| 1968年度 | 1968年1月12日※   | 5兆8185億9800万円  | 精いっぱいや                                        | [ 15 ]      | 木村官房長官「5兆8185億で上から読んでも下から読んでも精いっぱい予算。いいでしょう」                                                                                              |
| 1969年度 | 1969年1月7日     | 6兆7395億7400万円  | 無理なくサンキューいい予算                          | [ 17 ]      | 福田蔵相、記者団から「無理な、策ない」と言う声を聞きムッとするが、官僚案が公表されると、「これだ、これだ、サンキュー」                                                           |
| 1970年度 | 1970年1月24日    | 7兆9497億6400万円  | なんとなく良くなろう                                | [ 19 ]      | 記者団から福田蔵相に「70年は苦しくなるよ」との声があがる |
| 1971年度 | 1970年12月23日   | 9兆4143億2700万円  | 暮らしよい予算                                      | [ 20 ]      | |
| 1972年度 | 1972年1月5日     | 11兆4704億7200万円 | いい世直し/人々、ようなれよ                         | [ 21 ]      | |
| 1973年度 | 1973年1月8日     | 14兆2840億7300万円 | いい世に走れ73年                                    | [ 22 ]      | |
| 1974年度 | 1973年12月22日   | 17兆994億3000万円  | 17兆で苦心苦心予算                                  | [ 23 ]      | |
| 1975年度 | ‐                | 21兆2888億0000万円 | なし                                                | ‐           | 大蔵省幹部「ゴロ合わせなんて、とてもそんな余裕は…」 |
| 1976年度 | 1975年12月24日   | 24兆2960億1100万円 | 浮揚に苦労していい予算                              | [ 25 ]      | |
| 1977年度 | 1977年1月13日    | 28兆5142億7000万円 | 日本はいい世になれ                                  | [ 26 ]      | |
| 1978年度 | 1977年12月23日   | 34兆2950億1100万円 | 見よ浮揚に悔いなし/サヨナラ不況これはいい予算       | [ 27 ]      | 大蔵省主計官「ゴロ合わせなんて、とてもする気になれない」、村山蔵相「あれは良き時代の遺物だ」                                                                                     |
| 1979年度 | 1979年1月5日     | 38兆6001億4300万円 | さあやろういい世に向かって                          | [ 30 ]      | |
| 1980年度 | 1979年12月22日   | 42兆5888億4300万円 | 世にご破算予算を問う/世の中にいつも三つのハッピネス | [ 31 ]      | 三つのハッピネスとは、国民生活の安定・経済の安定成長・世界への貢献を指す |
| 1981年度 | 1980年12月22日   | 46兆7881億3000万円 | 世論成って早い再建                                  | [ 33 ]      | |
| 1982年度 | 1981年12月22日   | 49兆6808億3700万円 | よく胸張れや、皆                                    | [ 34 ]      | 鈴木首相「良い国に向かって八方まるくやろうよ、みんなで」 |
| 1983年度 | 1982年12月25日   | 50兆3796億300万円  | 50兆みんな苦労のゼロサム予算                        | [ 36 ]      | |
| 1984年度 | 1984年1月20日    | 50兆6272億1400万円 | 50兆無事な第二歩いい予算                            | [ 37 ]      | |
| 1985年度 | 1984年12月22日   | 52兆4996億4300万円 | 52兆良くする苦労                                    | [ 38 ]      | |
| 1986年度 | 1985年12月23日   | 54兆886億4300万円  | いい世を早く迎える予算                              | [ 39 ]      | |
| 1987年度 | 1986年12月25日   | 54兆1010億1900万円 | 54兆で十分充実いい暮らし                            | [ 40 ]      | 記者会見の席では発表せず、会見終了後に別途発表された |
| 1988年度 | 1987年12月23日   | 56兆6997億1400万円 | いろんな努力報われ悔いない予算                      | [ 42 ]      | |
| 1989年度 | 1989年1月19日    | 60兆4141億9400万円 | 60兆で良い世に                                      | [ 43 ]      | |
| 1990年度 | 1989年12月24日   | 66兆2736億1100万円 | 労を重ね再び為さむいい予算                          | [ 44 ]      | |
| 1991年度 | 1990年12月24日   | 70兆3474億1900万円 | なるさ世の中良い暮らし                              | [ 45 ]      | |
| 1992年度 | 1991年12月22日   | 72兆2180億1100万円 | 72兆でフジヤマのごときいい予算                      | [ 46 ]      | 大蔵省「これはあくまでも省内で覚えやすくするためのもので、積極的にPRするつもりはありません」                                                                                     |
| 1993年度 | 1992年12月21日   | 72兆3548億2400万円 | 何よりもみんながいつもしあわせに予算                | [ 48 ]      | 大蔵省主計局幹部「悪口を言われるんでしょうが」と前置きをしてから発表 |
| 1994年度 | 1994年2月10日    | 73兆816億6900万円  | 波を越えやって行こう労は報われる                    | [ 50 ]      | |
| 1995年度 | 1994年12月20日   | 70兆9871億2000万円 | 70兆暮らしやすいないい日本                          | [ 51 ]      | |
| 1996年度 | 1995年12月20日   | 75兆1049億2400万円 | なにごともまずよい暮らし日本の世                    | [ 52 ]      | |
| 1997年度 | ‐                | 70兆3474億1900万円 | なし                                                | ‐           | 大蔵省主計局長「今年はやりません」 |

## 語呂合わせの終焉
1996年12月20日、1997年度予算の大蔵原案が公表された際、いつものように記者団から語呂合わせに関して質問を受けた大蔵省の主計局長は、険しい表情で「今年はやりません」と答えた。翌年以降も復活することはなく、こうして大蔵省による語呂合わせの発表は終わりを迎えた。発表が無くなった理由は公表されていないが、橋本内閣による財政構造改革の取り組みへの姿勢を示すためとも、大蔵省の不祥事を考慮して自粛したとも、マスコミに毎年皮肉られるのを嫌ったためとも推測されている。
大蔵省案の廃止に伴い、新聞社製の語呂合わせも徐々に姿を消していった。そして大蔵省自体も2001年の中央省庁再編により廃止され、財務省となった。